# Judeus sírios

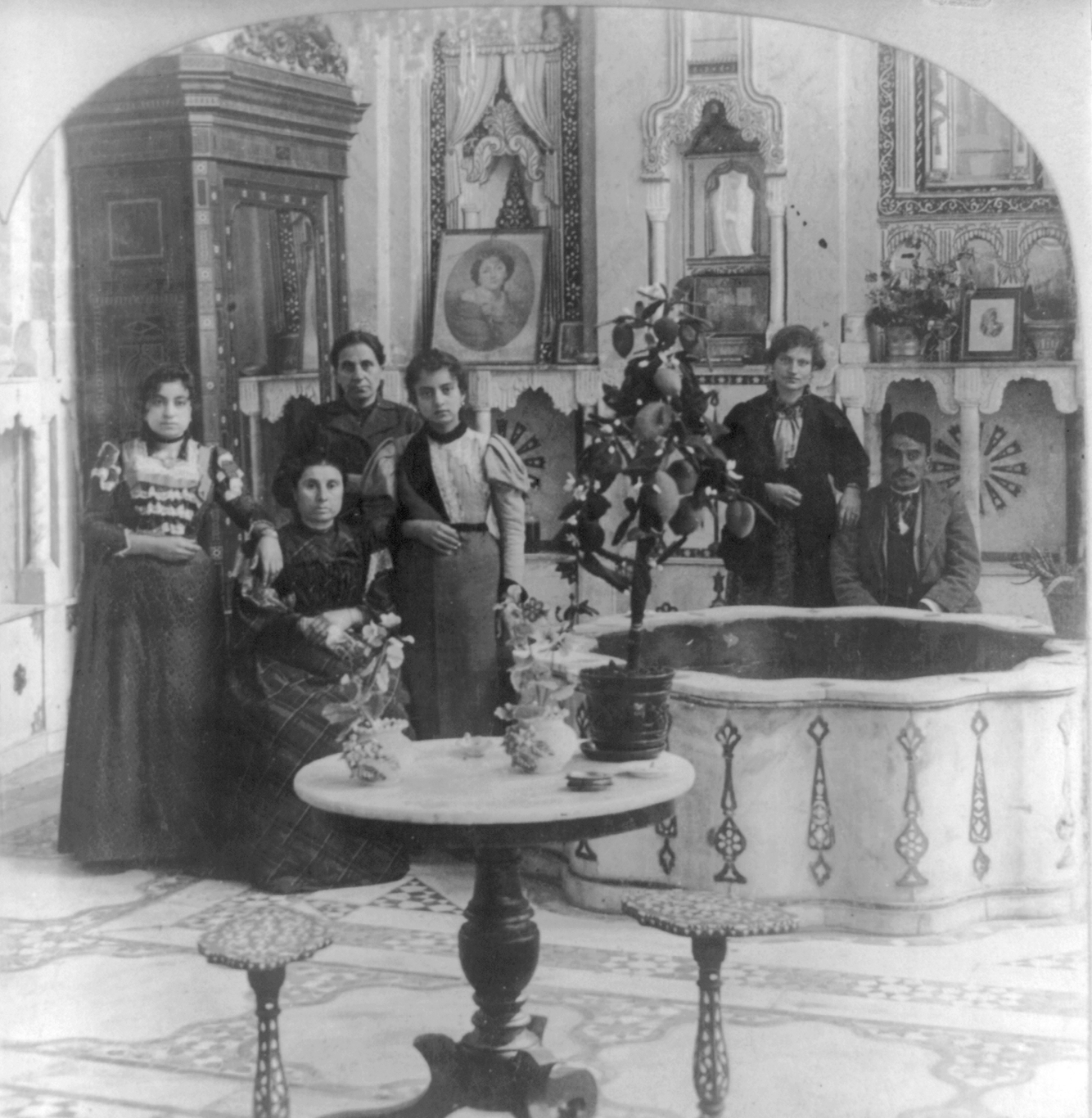
Uma família judia em Damasco, retratada em sua antiga casa Damascena, na Síria Otomana, 1901

Judeus sírios (hebraico: יי Yehudey Surya, Árabe: الْيَهُود السُّورِيُّون al-Yahūd as-Sūriyyūn, coloquialmente chamado SYs /ɛswaɪz/ nos Estados Unidos) são judeus que viveram na região do estado moderno da Síria, e seus descendentes nascidos fora da Síria.
Havia grandes comunidades em Aleppo ("Judeus Halabi", Aleppo é Halab em árabe) e Damasco ("Judeus Shami") por séculos, e uma comunidade menor em Qamishli, na fronteira turca perto de Nusaybin. Na primeira metade do século XX, uma grande porcentagem de judeus sírios imigrou para os EUA, América Latina e Israel.
Em 2011, havia cerca de 250 judeus ainda vivendo dentro da Síria, a maioria em Damasco.